# Dervio

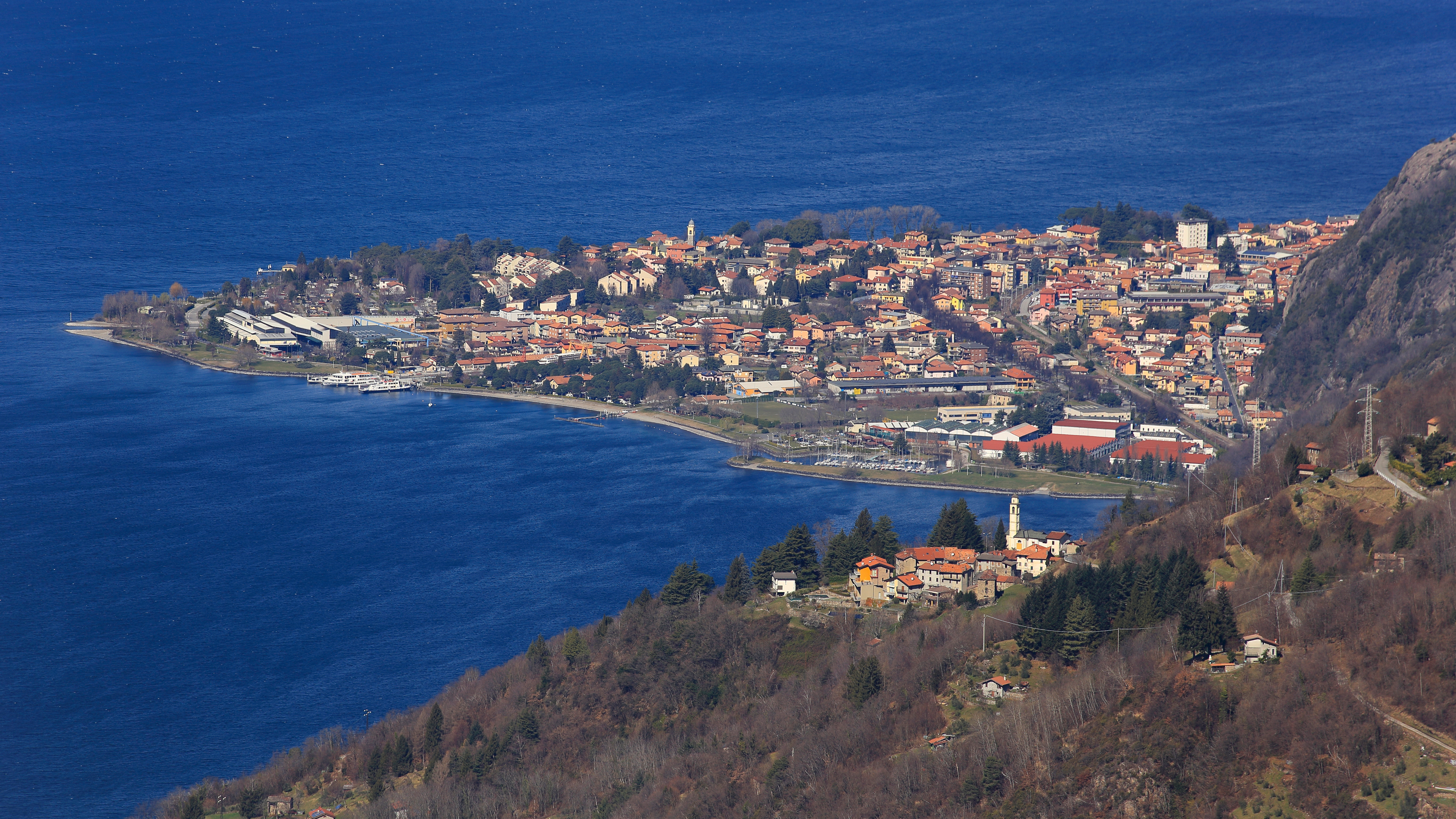
Panorama von Dervio

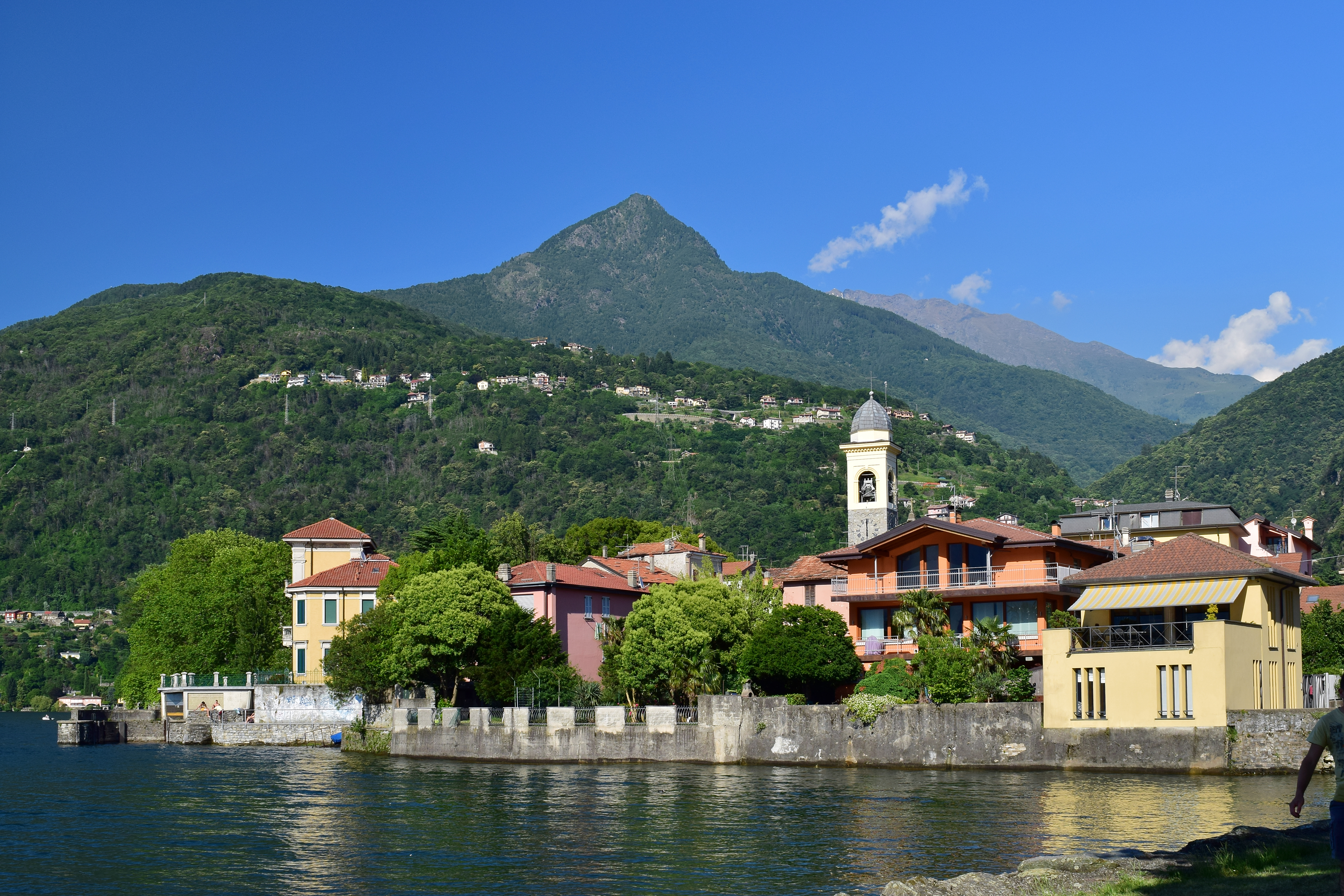
Dervio

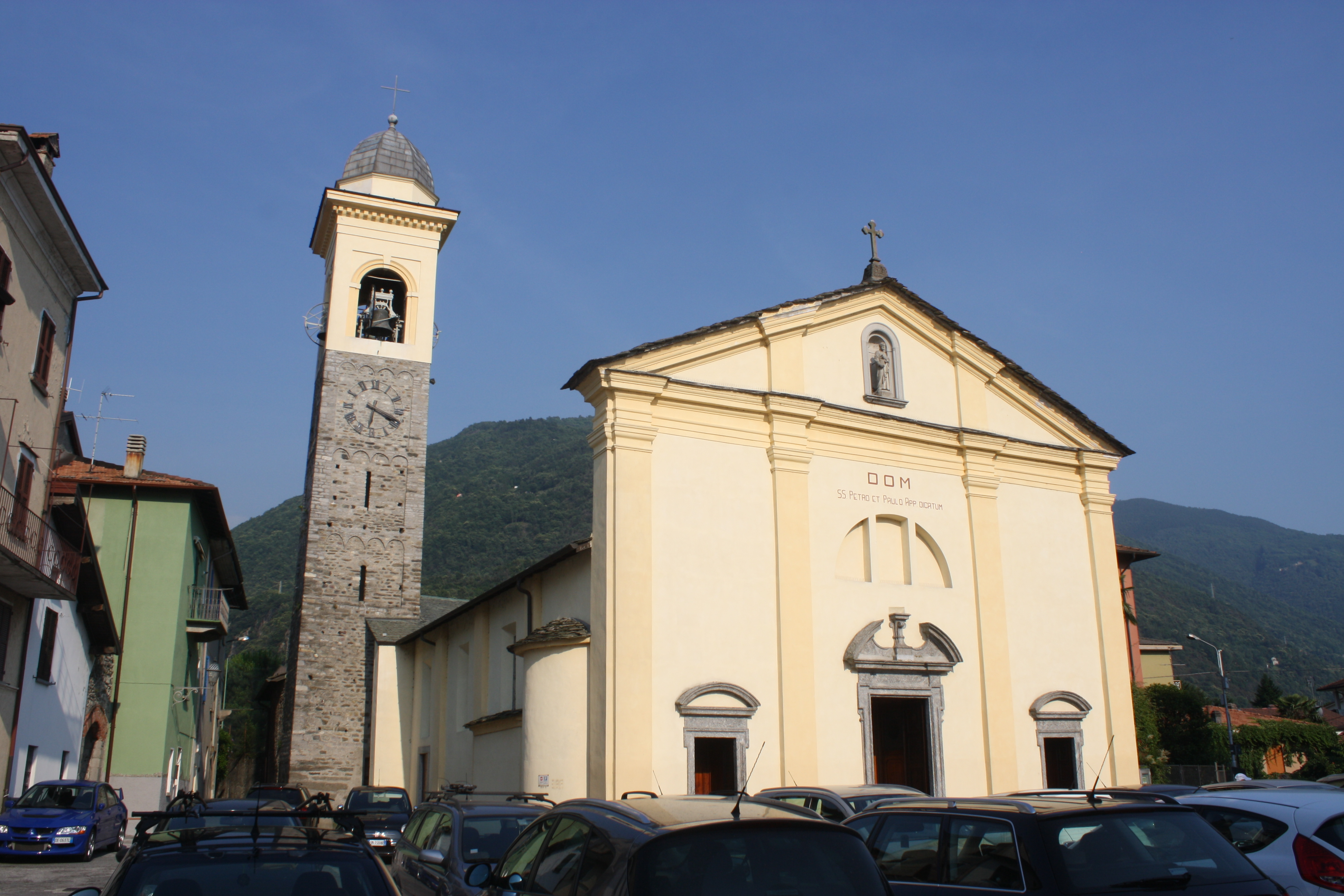
Pfarrkirche Santi Pietro e Paolo

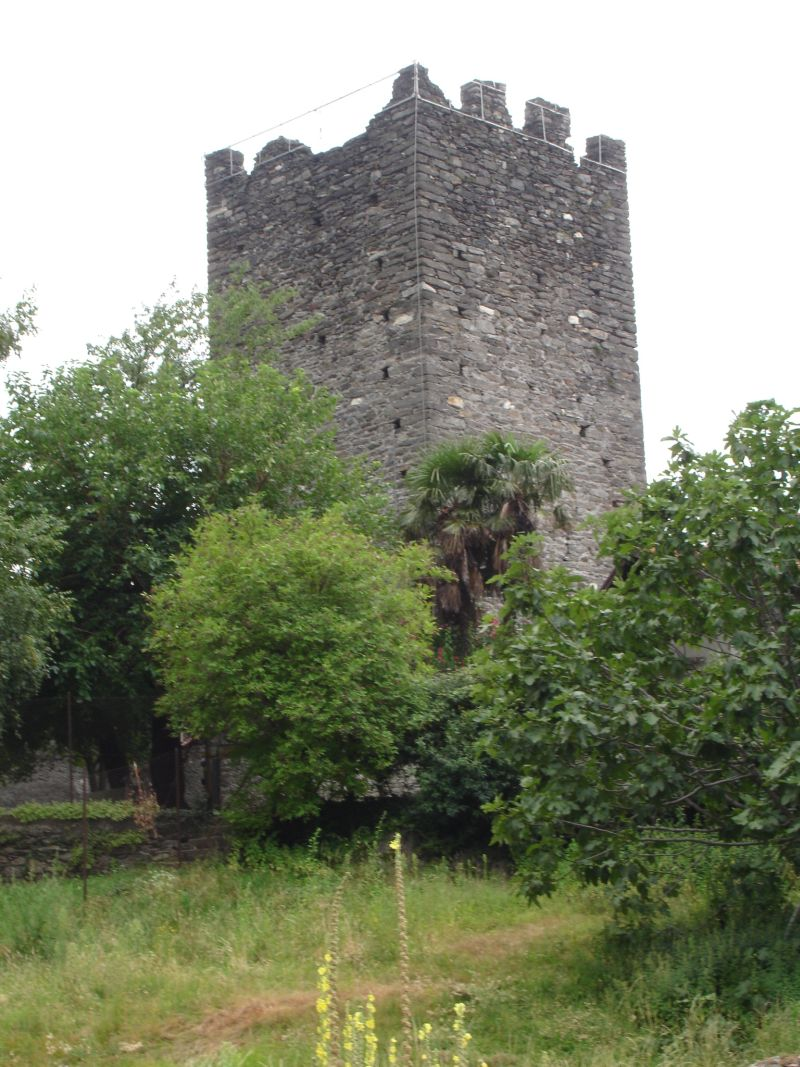
Turm von Dervio

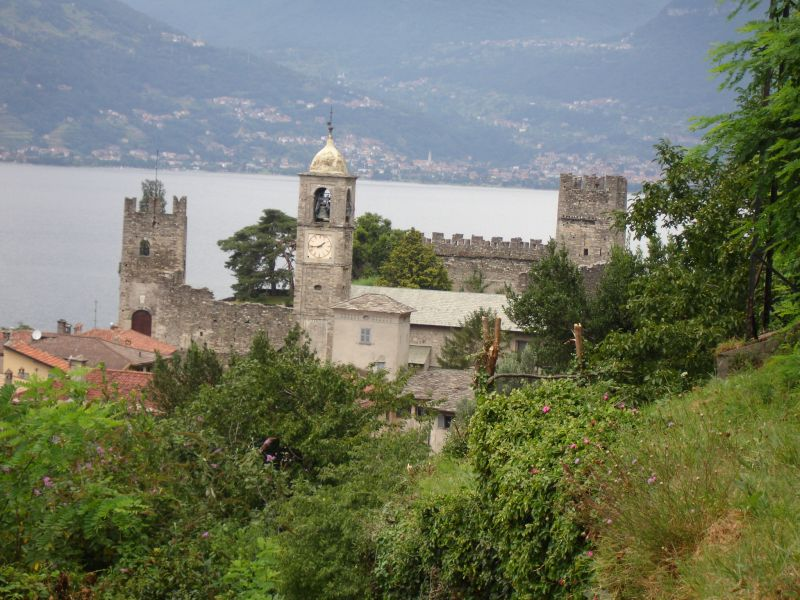
Corenno Plinio

Dervio ist eine italienische Gemeinde in der Provinz Lecco in der Region Lombardei mit 2559 Einwohnern (Stand 31. Dezember 2023).

## Geographie
Dervio liegt circa 25 km nordwestlich der Provinzhauptstadt Lecco und 70 km nördlich der Millionen-Metropole Mailand, an der Mündung des Val Varrone und am Fuße des Monte Legnoncino und Monte Legnone. Es wird vom Fluss Varrone durchflossen, auf dessen Delta es ruht. Die Gemeinde umfasst die Fraktionen Corenno Plinio, Castello, Monastero, Borgo, La Foppa, Pianezzo, Monte, Roncacci, Villa, Balma und Ronchi di Vesgallo.
Die Gemeinde ist in vier Ortsteile unterteilt: Borgo, in welchem früher die Fischer wohnten, Villa, welches in aussichtsreicher Höhe liegt, Castello, wo es eine Turmruine aus dem 3. Jahrhundert und Spuren älterer Türme gibt, und Corenno Plinio, das mittelalterliche Dorf. Im Jahr 1971 hatte die Gemeinde Dervio eine Fläche von 1170 Hektar. 
Die Nachbargemeinden sind Cremia (CO), Dorio, Valvarrone, Pianello del Lario (CO), San Siro (CO), Sueglio und Bellano.

## Geschichte
Grabbeigaben aus der römisch-gallischen Kultur zeugen von einer frühen Besiedlung. Im Mittelalter zählte die Pieve von Dervio zu den größten des Ostufers.
Im Mittelalter war Dervio Steuereigentum des Erzbischofs von Mailand, der es als Lehen an die Familie Andreani vergab, was in den Jahren 1271, 1319, 1344 und 1355 bestätigt wurde. Das Land von Dervio wurde in die Kerne des Dorfes, der Villa und des Schlosses aufgeteilt; die Gemeinde Dervio, die ursprünglich Corenno umfasste, das Mitte des 15. Jahrhunderts zusammen mit Dorio und Monte Introzzo zu einer eigenen Gerichtsbarkeit gehörte, hatte ihre eigenen Statuten, die 1389 bestätigt wurden: Die Bevölkerung selbst ernannte 1384 zwölf Ratsmitglieder für die Überarbeitung und die notwendigen Korrekturen und wählte 1389 sechs Adlige von vornehmer Herkunft, um die Änderungen vorzunehmen: Gian Galeazzo Visconti räumte consiliariis et hominibus Dervii das Recht ein, zu erklären, zu ändern, zu korrigieren, hinzuzufügen, zu entfernen, was sie für die Gemeinschaft für nützlich hielten. Trotz des Schweigens der Statuten kann behauptet werden, dass es neben der von den Ratsherren gebildeten Versammlung einen weiteren Rat gab, der der allgemeinen Versammlung aller Familienoberhäupter entsprach, die die Umgebung der Gemeinde bildeten. Das Statut von Dervio beginnt mit der Vereidigung des Podestà oder Rektors, und das erste Buch beschreibt die Regeln für seine Wahl, seine Aufgaben, Rechte und Pflichten, obwohl es klar scheint, dass dieses Amt in der Struktur der Gemeinde in Wirklichkeit eine Überschneidung und nicht eine wesentliche Zelle ihres ursprünglichen Organismus war, die eher in der Reihe von Regeln zu finden ist, die die Nutzung der gemeinsamen Güter regeln. Ende des 14. Jahrhunderts besaß die Gemeinde von Dervio und Corenno die Wiesen von Fontis Benedicti und Porsongio, die Wälder von Zello, Leuzeno, Gazio, den Berg Bientio, Vogelhäuser, Fischereirechte am Piona-See, am Mezzo-See und am Fluss Varrone. Der Campari der Stadt war dafür verantwortlich, alle Schäden an (öffentlichem und privatem) Eigentum auf dem Gemeindegebiet zu melden.
Zur Zeit der Herrschaft von Gian Galeazzo Visconti, als wie die Statuten von Dervio auch die der anderen Gebiete am Ostufer des Comer Sees reformiert wurden, bildeten Dervio und Corenno mit Bellano ein einziges Vikariat. Ab 1537 gehörten die Gemeinde Dervio und ihr Zuständigkeitsbereich zur Grafschaft Riviera. Im Grundbuch des Herzogtums Mailand von 1558 und den nachfolgenden Aktualisierungen bis zum 17. Jahrhundert wurde Dervio der Riviera di Lecco. In einem Prospekt aus dem Jahr 1572 (Terre Ducato di Milano, 1572), in dem alle Ländereien des Herzogtums Mailand und andere, die mit ihnen für die Salzstara besteuert werden aufgeführt sind, wurde Dervio in die Riviera di Lecco aufgenommen. Nach den Antworten auf 45 Fragen der königlichen Volkszählungskommission war Dervio, Gemeindevorsteher und Teil der Riviera von Lecco, im Jahr 1751 mit Ercole Sfondrati, Graf der Riviera, belehnt, an den es jährlich 74 Lire zahlte (vorbehaltlich eines im Mailänder Senat anhängigen Rechtsstreits), wie aus der am 3. April 1644 von Giorgio Serponti, Notar in Mailand, ausgestellten Urkunde hervorgeht. In Strafsachen unterstand die Gemeinde dem feudalen Podestà von Bellano, dem sie ein Gehalt von 25,4 Lire pro Jahr zahlte; in Zivilsachen unterstand sie dem feudalen Leutnant von Bellano, der in Dervio wohnte, wo er an zwei Tagen in der Woche (Dienstag und Freitag) eine Verhandlung abhielt und vor dem der Konsul einen Eid ablegte.
Mit der Aktivierung der Gemeinden in der Provinz Como auf der Grundlage der territorialen Aufteilung des Königreichs Lombardo-Venetien (Mitteilung vom 12. Februar 1816) wurde die Gemeinde Dervio in den Bezirk IX von Bellano aufgenommen. Die Regierungsdelegation vom 19. März 1821 genehmigte die Ersetzung des Gemeinderats der Gemeinde Dervio durch einen Generalkonvent (Variazioni compartimento provincia di Como, 1816–1835). In den nachfolgenden Untergliederungen wird Dervio jedoch immer unter den Gemeinden mit einer Einberufung aufgeführt. Dervio wurde im Bezirk IX von Bellano durch das folgende Compartimento territoriale delle province lombarde (Mitteilung vom 1. Juli 1844) bestätigt. Im Jahr 1853 (Mitteilung vom 23. Juni 1853) wurde Dervio, eine Gemeinde mit einer allgemeinen Versammlung und 656 Einwohnern, in den Bezirk XV von Bellano aufgenommen.
Nach der zeitweiligen Vereinigung der lombardischen Provinzen mit dem Königreich Sardinien wurde die Gemeinde Dervio mit 704 Einwohnern, die von einem fünfzehnköpfigen Gemeinderat und einem zweiköpfigen Stadtrat verwaltet wird, gemäß der durch das Gesetz vom 23. Oktober 1859 festgelegten territorialen Aufteilung in das Mandamento X von Bellano, Bezirk I von Como, Provinz Como, eingegliedert. Bei der Verfassung des Königreichs Italien im Jahr 1861 hatte die Gemeinde 734 Einwohner (Volkszählung 1861). Nach dem Gemeindegesetz von 1865 wurde die Gemeinde von einem Bürgermeister, einer Junta und einem Rat verwaltet. Im Jahr 1924 wurde die Gemeinde in den Bezirk Como der Provinz Como eingegliedert. Nach der Gemeindereform im Jahr 1926 wurde die Gemeinde von einem Podestà verwaltet. Im Jahr 1927 wurden die aufgelösten Gemeinden Corenno Plinio und Dorio zur Gemeinde Dervio zusammengefasst, die 1950 neu gegründet wurde. Nach der Gemeindereform von 1946 wurde die Gemeinde Dervio von einem Bürgermeister, einer Junta und einem Rat verwaltet.

## Bevölkerung
| Bevölkerungsentwicklung | Bevölkerungsentwicklung | Bevölkerungsentwicklung | Bevölkerungsentwicklung | Bevölkerungsentwicklung | Bevölkerungsentwicklung | Bevölkerungsentwicklung | Bevölkerungsentwicklung | Bevölkerungsentwicklung | Bevölkerungsentwicklung | Bevölkerungsentwicklung | Bevölkerungsentwicklung | Bevölkerungsentwicklung | Bevölkerungsentwicklung | Bevölkerungsentwicklung | Bevölkerungsentwicklung | Bevölkerungsentwicklung |
| ----------------------- | ----------------------- | ----------------------- | ----------------------- | ----------------------- | ----------------------- | ----------------------- | ----------------------- | ----------------------- | ----------------------- | ----------------------- | ----------------------- | ----------------------- | ----------------------- | ----------------------- | ----------------------- | ----------------------- |
| Jahr                    | 1861                    | 1871                    | 1881                    | 1901                    | 1921                    | 1931                    | 1936                    | 1951                    | 1961                    | 1971                    | 1981                    | 1991                    | 2001                    | 2011                    | 2022                    |                         |
| Einwohner               | 966                     | 1020                    | 1170                    | 1570                    | 1696                    | 1775                    | 1846                    | 2168                    | 2285                    | 2736                    | 2817                    | 2782                    | 2742                    | 2681                    | 2582                    |                         |
| Quelle: ISTAT           |                         |                         |                         |                         |                         |                         |                         |                         |                         |                         |                         |                         |                         |                         |                         |                         |

## Wirtschaft
Das Dorf ist ein beliebter Urlaubsort, Kunsthandwerkszentrum und verfügt über Firmen in den Bereichen Metallverarbeitung, Keramik, Papierherstellung, Feldspatgewinnung sowie eine eigene Werft.

## Sehenswürdigkeiten
- Propstkirche Santi Pietro e Paolo im 17. Jahrhundert massiv umgebaut, aus dieser Zeit stammen der Barockaltar, ein Werk von Antonio Pini aus Bellagio, und die mit Intarsien versehene hölzerne und vergoldete Kanzel, auf der ein Triumph Roms und zwei biblische Gebetsepisoden zur Auferstehung (die Prophezeiung Hesekiels und das Gebet des heiligen Paulus zur Auferstehung) dargestellt sind. Die beiden Gemälde im Presbyterium, die von den Brüdern Francesco und Gian Paolo Cavagna gemalt wurden und die Bekehrung des heiligen Paulus bzw. das Martyrium des heiligen Petrus darstellen, stammen aus dem Jahr 1627 und die Schiefergemälde, die die der Rosenkranzmadonna gewidmete Kapelle schmücken, aus dem Jahr 1653.
- Kirche San Tommaso di Canterbury im Ortschaft Corenno Plinio. Von außen hat die Kirche eine Giebelfassade mit einem profilierten Portal. Auf dem Kirchhof stehen drei Grabmonumente, die Arche degli Andreani. Vor 1820 befand sich hier der Friedhof von Corenno Plinio. Zwei befinden sich auf beiden Seiten des Portals, der dritte an der Mauer des Hauptschlosses. Das Innere der Kirche besteht aus gewölbten Jochen und einer Apside, die 1795 erweitert wurde; bei der Restaurierung im Jahr 1966 wurden zahlreiche Fresken entdeckt. Entlang des südlichen Seitenschiffs befindet sich der Heilige Bischof mit einer Aposteltheorie. In der Nähe der Apsis, umrahmt von einem geometrischen Motiv, sind der Heilige Gotthard und die Heilige Apollonia zu sehen. An der gegenüberliegenden Wand sind die Episoden des Heiligen Christophorus und des Heiligen Franziskus zu sehen, die nebeneinander die Stigmata empfangen. In der Nähe der Apsis befindet sich eine besonders detaillierte Anbetung der Heiligen Drei Könige, die sowohl in Bezug auf die Kleidung als auch auf die körperlichen Merkmale detailliert beschrieben ist. Im unteren Teil dieser Szene sind auf einer späteren Putzschicht weitere religiöse Episoden dargestellt, die teilweise fehlen, darunter die Muttergottes der Milch und der Heilige Leonhard von Nobiliacum, der Beschützer der Gefangenen. Jüngsten Studien zufolge sind alle Gemälde, mit Ausnahme der Heiligen Apollonia und Gotthard, deren Platzierung aufgrund der Plastizität der Formen und des hohen expressiven Verismus in die 1440er oder 1550er Jahre zu datieren ist, auf eine Dekorationskampagne aus der Mitte des 14. Jahrhunderts.
- Kirche Santi Quirico e Giulitta
- Oratorium San Leonardo
- Villa Galperti
- Castello di Corenno Plinio
- Die Burgruine von Castelvedro stammt aus dem 5. bis 6. Jahrhundert. Sie war Teil eines Abwehrsystems am Seeufer, um die Einfälle  der Barbaren aus Raetia (Graubünden) abwehren zu können.
- Torre di Orezia

## Bildergalerie

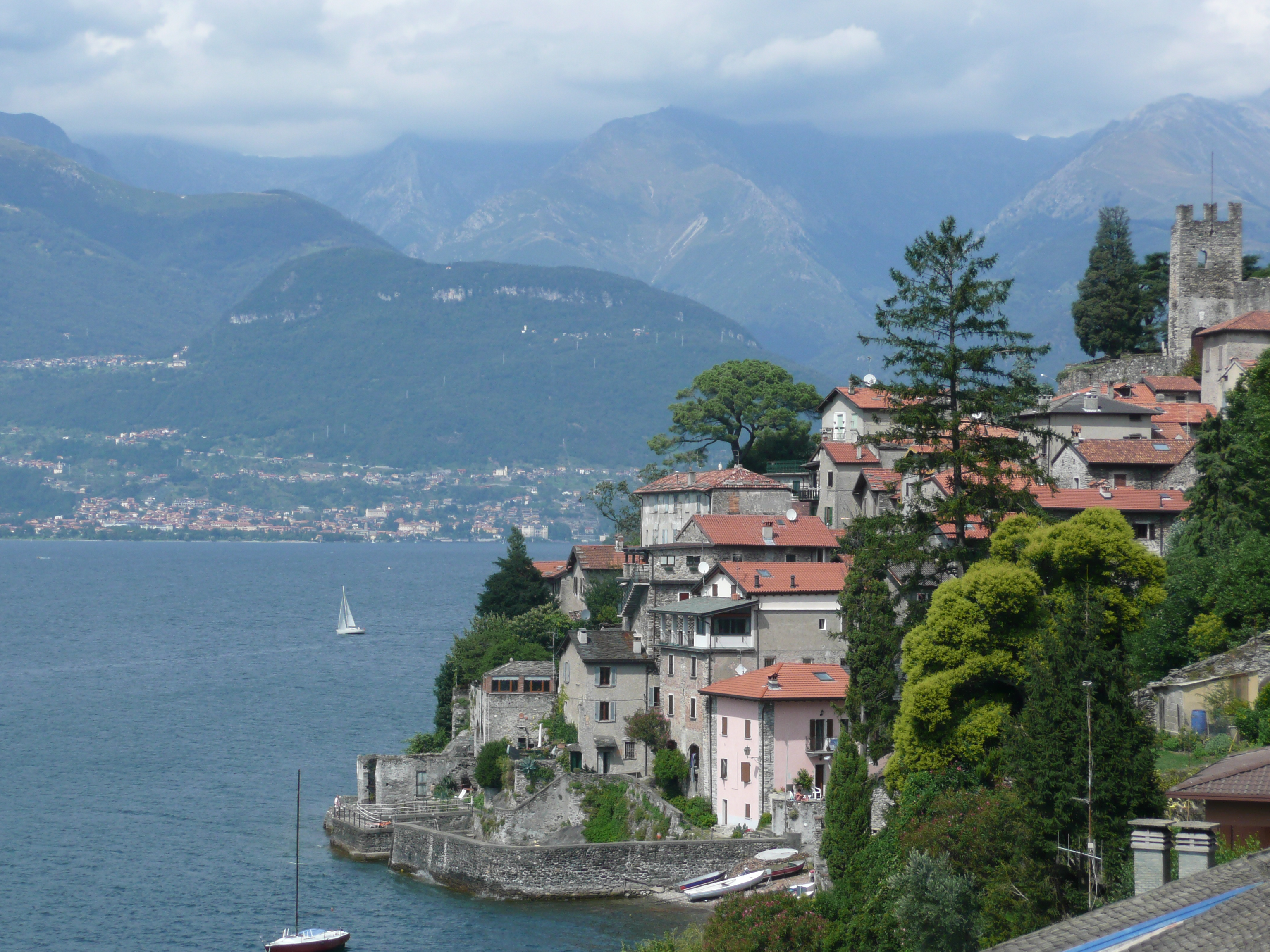
Dervio
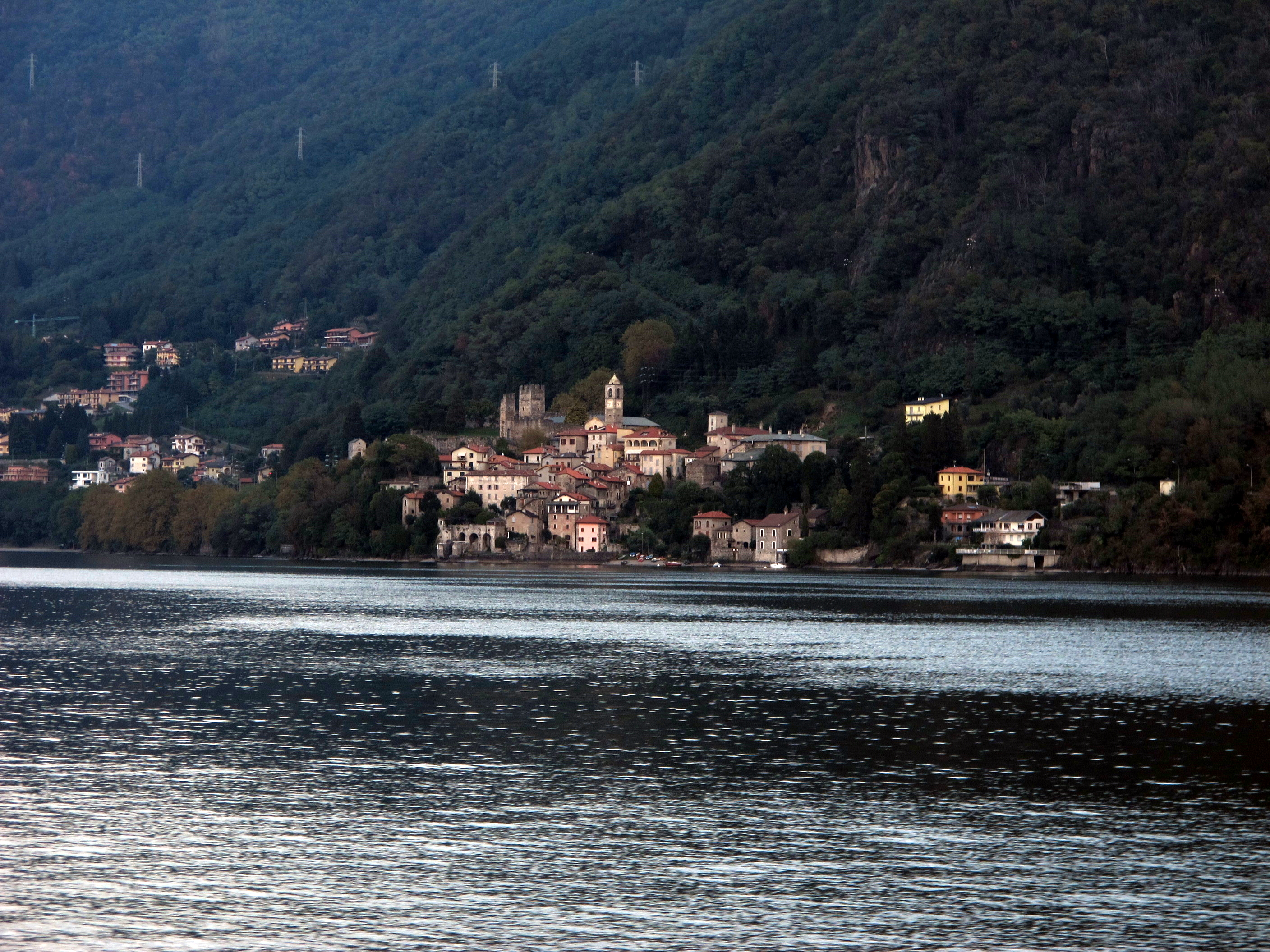
Dervio, Fraktion Corenno Plinio
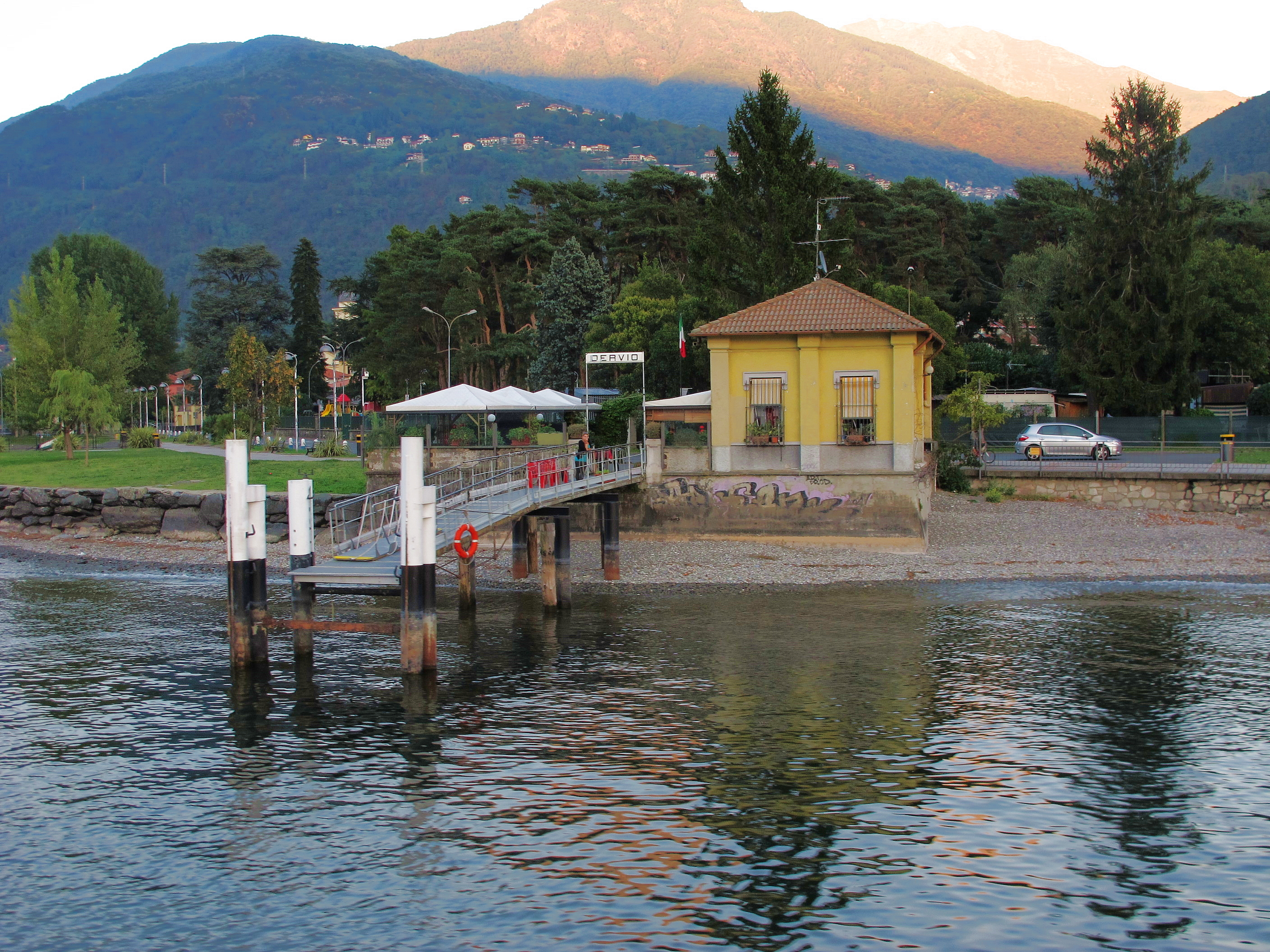
Dervio, Schiffsanlegestelle
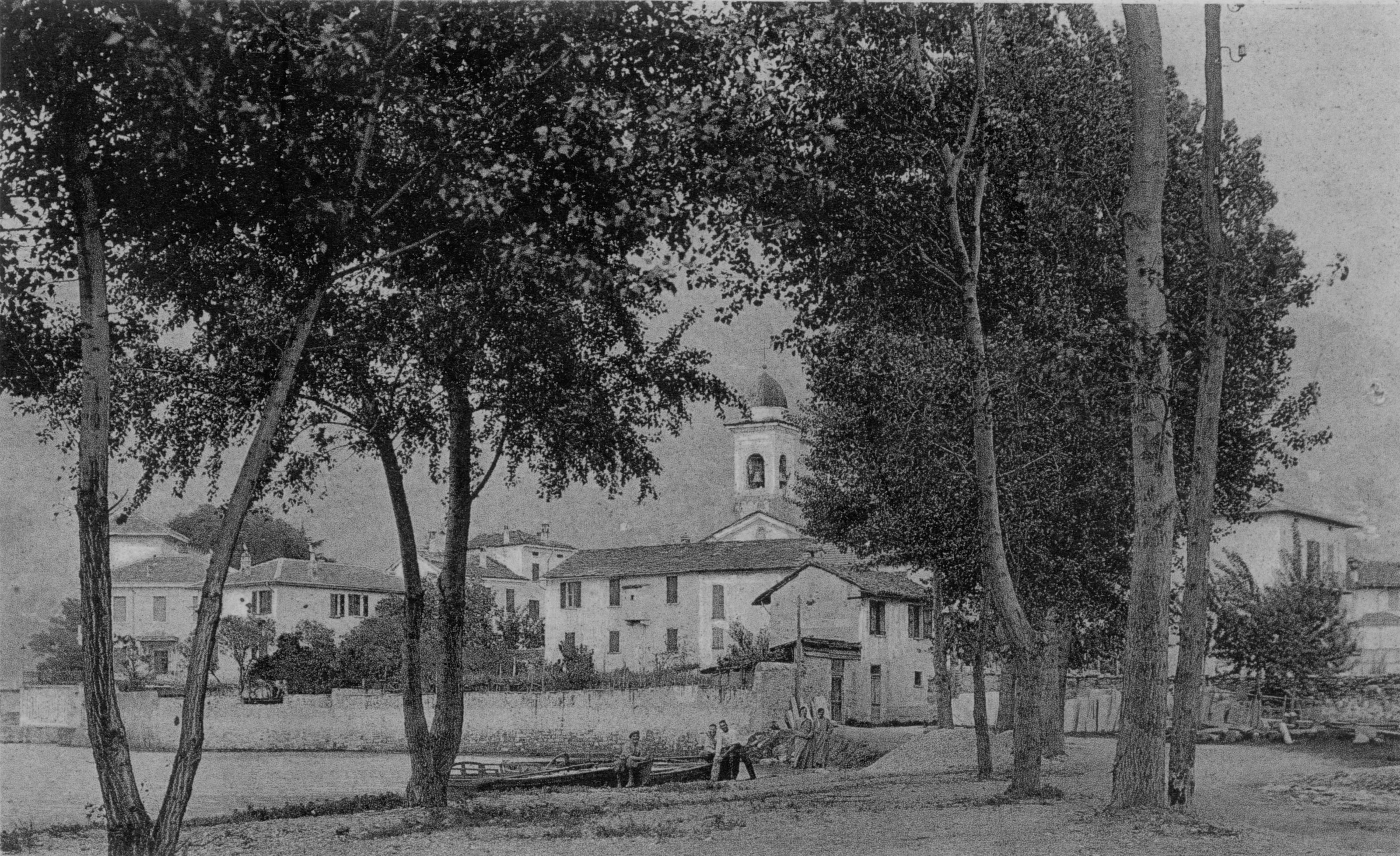
Fraktion Borgo 1938
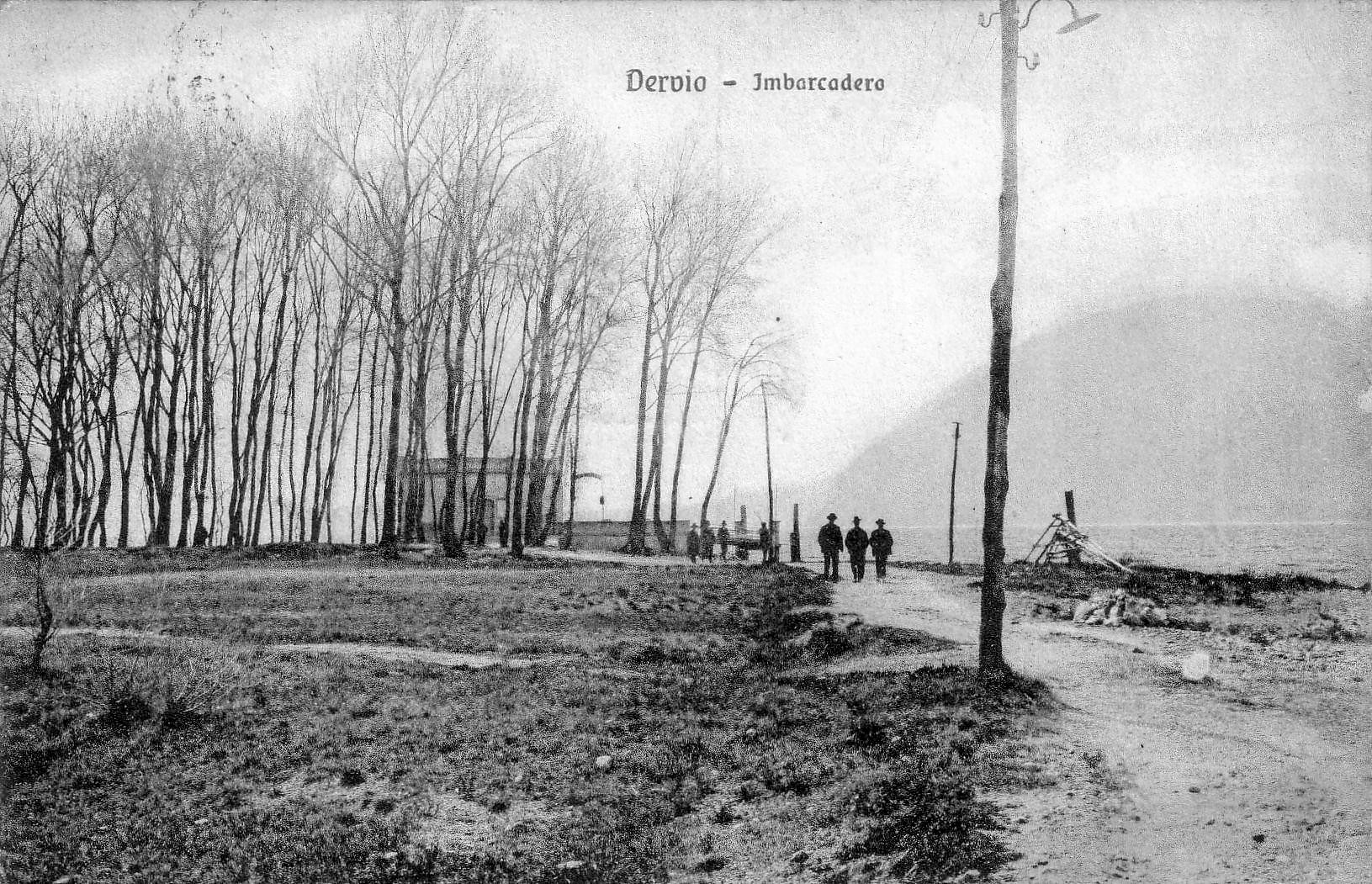
Landesteg 1930
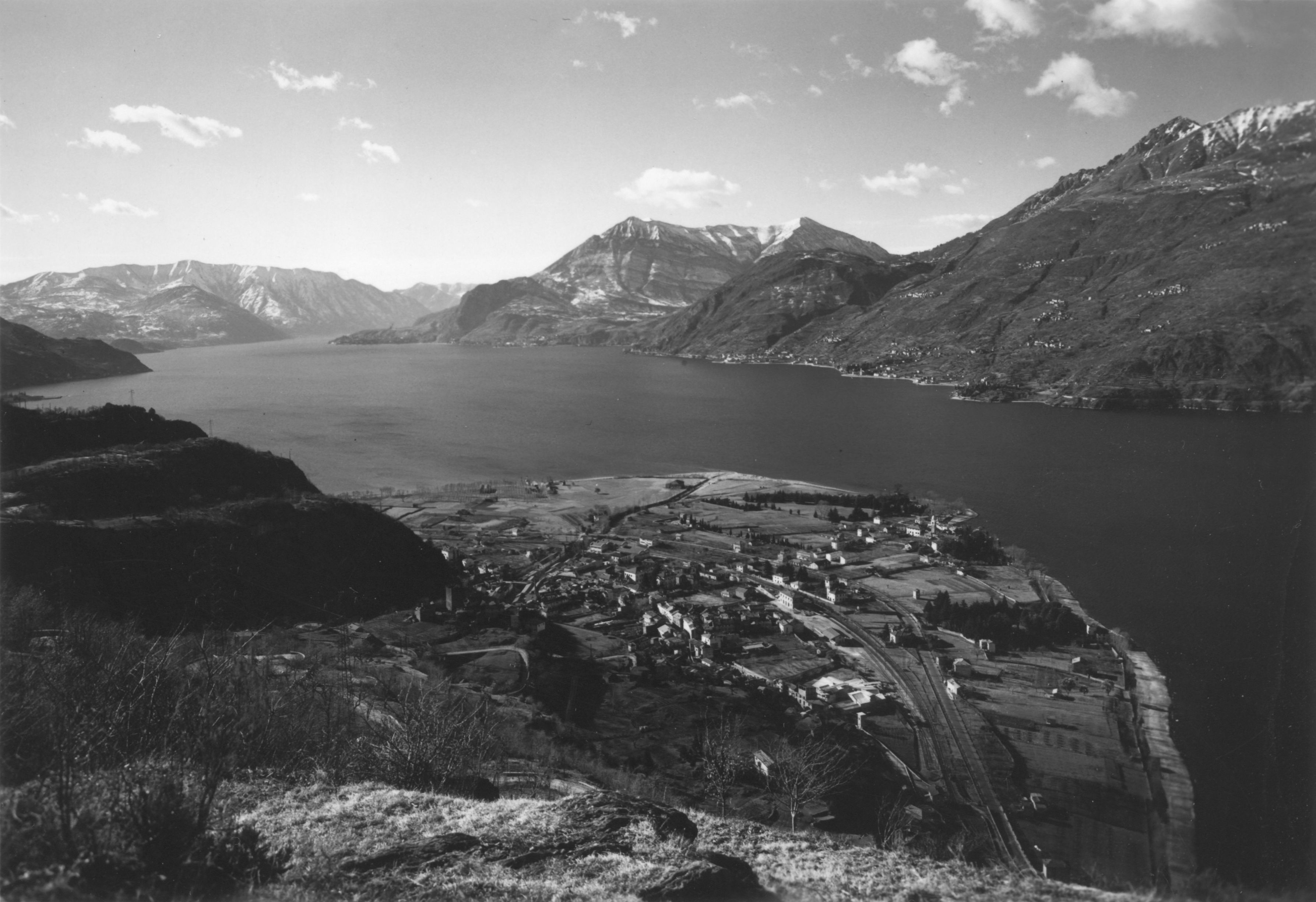
Dervio auf dem Flussdelta 1930